# Реденсан (Сеара)
Реденсан (порт. Redenção)  —  муниципалитет в Бразилии, входит в штат Сеара. Составная часть мезорегиона Север штата Сеара. Входит в экономико-статистический  микрорегион Батурите. Население составляет 26 646 человек на 2006 год. Занимает площадь 225,626 км². Плотность населения — 118,1 чел./км².
Праздник города —  28 декабря.

## Статистика
- Валовой внутренний продукт на 2003 составляет 62.941.510,00 реалов (данные: Бразильский институт географии и статистики).
- Валовой внутренний продукт на душу населения на 2003 составляет 2.431,30 реалов (данные: Бразильский институт географии и статистики).
- Индекс развития человеческого потенциала на 2000 составляет 0,651 (данные: Программа развития ООН).